# Una chitarra e quattro parole d'amore/Sta attenta al tuo cuor Margherita
Una chitarra e quattro parole d'amore/Sta attenta al tuo cuor Margherita è un 78 giri inciso da Emilio Livi e dal Trio Lescano, pubblicato nel 1937 dalla Parlophon e distribuito dalla C.E.T.R.A.

## Il disco
Una chitarra e quattro parole d'amore è un tango, cover di Une guitare et quatre mots d’amour scritta da Jean Lenoir per la musica e da Roger Fernay per il testo tratta dal film Vigilia d'armi di Marcel L'Herbier. Il testo in italiano fu scritto da Umberto Bertini. 
Sta attenta al tuo cuor Margherita è un tango scritto da Nino Rastelli per il testo e da Jupp Schmitz per la musica, già inciso nel 1936 da Aldo Masseglia.

## Tracce
LATO A
1. Emilio Livi e Trio Lescano – Una chitarra e quattro parole d'amore (testo: Jean Lenoir – musica: Vittorio Mascheroni)

LATO B
1. Emilio Livi – Sta attenta al tuo cuor Margherita (testo: Nino Rastelli – musica: Jupp Schmitz; edizioni musicali Leonardi)

## Formazione
Orchestra Cetra diretta da Pippo Barzizza e composta da::
- Francesco Bausi: batteria
- Aldo Fanni: contrabbasso
- Gino Filippini: pianoforte
- Saverio Seracini: chitarra
- Emanuele Giudice: tromba
- Claudio Pasquali: tromba
- Michele Garabello: tromba
- Luigi Mojetta: trombone
- Beppe Mojetta: trombone
- Sergio Quercioli: clarinetto
- Domenico Mancini: clarinetto
- Cesare Estill: clarinetto
- Marcello Cianfanelli: clarinetto
- Agostino Valdambrini: violino
- Piero Filanci: violino
- Felice Abriani: violino
- Adriano La Rosa: violino